# Blackburn Nunatak
Blackburn Nunatak är en nunatak i Antarktis. Den ligger i Västantarktis. Argentina, Chile och Storbritannien gör anspråk på området. Toppen på Blackburn Nunatak är 965 meter över havet.
Terrängen runt Blackburn Nunatak är huvudsakligen platt, men åt sydost är den kuperad. Blackburn Nunatak är den högsta punkten i trakten. Trakten är obefolkad. Det finns inga samhällen i närheten.